# Classes Sociais e Conflito de Classes na Sociedade Industrial
Soziale Klassen und Klassen-Konflikit in der Industriellen Gesellschaft (em português, Classes Sociais e Conflito de Classes na Sociedade Industrial) é uma obra de Ralf Dahrendorf publicada inicialmente em 1959 e que constitui a sua obra mais influente sobre a desigualdade social. Apesar de posteriores revisões, o livro permanece como o seu primeiro relato pormenorizado e o mais influente acerca do problema da desigualdade social nas sociedades contemporâneas  ou pós-capitalistas.
A partir de sua análise e avaliação dos argumentos do funcionalismo estrutural e do marxismo, Dahrendorf conclui que nenhuma das duas abordagens, por si só, daria conta de toda a sociedade. Segundo o autor, a teoria marxista não leva em conta as claras evidências de integração e coesão social. Já a abordagem  funcionalista estrutural tenderia a minimizar o significado do conflito social.
Para Dahrendorf, Marx definiu classe social num contexto demasiadamente restrito e historicamente determinado, no qual a riqueza era o fator determinante para alcançar o poder. Os ricos - e, portanto, os poderosos – dominavam, não deixando qualquer possibilidade de os pobres ganharem algum poder ou melhorarem a sua posição na sociedade.
Com base em elementos do marxismo e do funcionalismo estrutural, o autor elabora a sua própria interpretação acerca das transformações da sociedade contemporânea. Dahrendorf acreditava que havia duas abordagens para a sociedade - a utópica e a racionalista. A utópica seria o equilíbrio entre valores e a solidez e a racionalista, a desarmonia e discordância. Ainda que acreditasse que ambas são perspectivas sociais, e sendo a abordagem utópica mais evidente na sociedade moderna, Dahrendorf pretendeu criar um equilíbrio entre os dois pontos de vista.
Dahrendorf analisa as utopias literárias para mostrar que a ideia do sistema social dos funcionalistas estruturais é utópica em si mesma porque tem todas as características necessárias. Especificamente, com a democracia veio o voto nos partidos políticos e o aumento da mobilidade social. A luta pela autoridade cria conflito (Dahrendorf definia classe social não em termos de riqueza, como Marx, mas por níveis de autoridade, entendida como forma genérica de dominação). Sendo o dinheiro, o poder político e a posição social controlados pelo mesmo grupo - os capitalistas -, haveria poucos motivos para que os trabalhadores aceitassem o status quo. Já o marxismo tradicional, segundo o autor, ignora o consenso e a integração nas estruturas sociais contemporâneas.
Assim, Dahrendorf combina elementos de ambas as perspectivas para desenvolver a sua própria teoria sobre o conflito de classes na sociedade pós-capitalista. Ele concorda com Marx que a autoridade, no século XIX, era baseada na renda e, por isso, a burguesia abastada controlava o Estado. Mas, segundo ele, as coisas mudaram, desde então, à medida que os trabalhadores se organizaram em sindicatos, o que lhes permitiu negociar com os capitalistas.

## Traduções em português
- Ralf Dahrendorf, As classes e seus conflitos na sociedade industrial; tradução de José Viegas. Brasília, UnB, 1982.